# 성산동 (서울)
성산동(城山洞)은 면적 2.89km2, 인구 5만 9892명(2001년)의 서울특별시 마포구에 속한 동이다. 동쪽의 서교동과 연남동, 서쪽의 상암동, 남쪽의 망원동, 북쪽의 서대문구 남가좌동과 접한다.

## 유래
이 마을 부근의 산이 성(城)처럼 둘러 있으므로 우리말로 성메, 성미라고 부르던 것을 한자음으로 성산(城山)이라 하였다. 겸재(謙齋) 정선이 양천대감으로 있을 때 이 산을 소재로 여러 장의 그림을 그렸다. 논밭이었던 동이 변하기 시작한 것은 일제강점기에 홍제천의 직강(直江) 공사를 시작하면서부터이다. 굽어 있던 홍제천을 바르게 하면서 주변의 경지정리가 시작되었고, 이것이 8·15 광복 후 성산지구 택지조성으로 이어짐에 따라 현재의 지형이 되었다.
성산2동주민센터 일대를 무리울 또는 무이동(武夷洞)이라 하였는데, 무리지어 다니지 않으면 다니기가 무서워 항상 떼지어 지나는 곳이라는 뜻이다.
자연마을인 풀무골은 야동(冶洞)이라고도 하는데, 불광천 건너 상암동으로 가는 길목이다. 효종 때 김자점(金自点)이 역모를 꾀하여 군사동원자금으로 위조 엽전을 만들었는데, 엽전을 녹이기 위한 풀뭇간을 이곳에 만들었으므로 붙여진 이름이다. 1950년대 초까지도 이 일대는 논밭이었으므로 녹슨 옛날 엽전이 많이 발견되었다.

## 역사
조선시대 말에는 한성부 성밖 지역이었다. 1911년에는 경성부 연희면에 속하였고, 1914년 경기도 고양군 연희면 성산리(城山里)로 바뀌었다. 1949년 서대문구에 편입되었고, 1975년 서울특별시 구계 조정으로 서대문구에서 마포구로 관할이 변경되었다. 성산2동은 대부분 주택 지역이며, 불광천 둔치에는 서부자동차검사소가 있다. 법정동인 이 동은 행정동인 성산1·2동으로 이루어져 있으며, 성산2동주민센터에서는 중동(中洞)의 행정도 맡고 있다.

## 교육
성산초등학교, 성산중학교는 모두 마포구 합정동에 있다.
- 성원초등학교
- 성서초등학교
- 중동초등학교
- 홍익대학교 사범대학 부속초등학교
- 성사중학교
- 성사중학교
- 홍익대학교 사범대학 부속여자중학교
- 홍익대학교 사범대학 부속여자고등학교

## 유통
- 홈플러스 월드컵점
- 마포농수산물시장

## 체육
- 서울월드컵경기장
- FC 서울

## 아파트
| 단지명             | 건설사       | 시행사                  | 주소                                | 입주        | 비고                 |
| ------------------ | ------------ | ----------------------- | ----------------------------------- | ----------- | -------------------- |
| 성산 월드타운 대림 | 대림산업     | 성산시영연립 재건축조합 | 마포구 월드컵북로30길 9-22 (성산동) | 2004년 8월  | 성산 시영연립 재건축 |
| 성산2차 e편한세상  | ㈜삼호       | 대림산업                | 마포구 월드컵북로 216 (성산동)      | 2005년 7월  |                      |
| 성산현대 1차       | 현대건설     | 현대건설                | 마포구 성암로 91 (중동)             | 2001년 7월  |                      |
| 성산현대 2차       | 현대건설     | 현대건설                | 마포구 성암로7길 3 (중동)           | 2000년 12월 |                      |
| 월드컵참누리       | 울트라건설㈜ |                         |                                     | 2006년 5월  |                      |

## 기관
- 마포구청
- 마포구보건소
- 한국교통안전공단 성산검사소
- 서울시립 서부노인전문요양센터
- 마포중앙도서관